# Tanpisit Kukalamo
Tanpisit Kukalamo (tiếng Thái: ธัญพิสิษฐ์ คุขะละโม, là một cầu thủ bóng đá người Thái Lan thi đấu ở vị trí tiền vệ cho câu lạc bộ Giải bóng đá Ngoại hạng Thái Lan Ubon UMT United.